# Elias P. Seeley
Elias Petty Seeley, né le 10 novembre 1791 à Bridgeton, New Jersey et mort le 23 août 1846, est une personnalité politique américaine du parti whig. Il est le 11e Gouverneur de New Jersey en 1833.

## Biographie
Il est nommé gouverneur après que Samuel L. Southard ait quitté ses fonctions pour occuper un siège au Sénat des États-Unis. Seeley représente le Comté de Cumberland au Conseil législatif du New Jersey de 1829 à 1833.
Mort le 23 août 1846, il est inhumé dans le Old Broad Street Presbyterian Church Cemetery à Bridgeton, New Jersey